# ماهوته
ماهوته یک روستا در ایران است که در دهستان چم‌کبود واقع شده‌است. ماهوته ۱۷۳ نفر جمعیت دارد.

## مردم
مردم این‌روستا لر هستند و به زبان لری تکلم می کنند. مردم این روستا از ایل مال ملایی می باشند .